# Volcán Lonquimay
El volcán Lonquimay (en idioma mapuche, «bosque tupido») es un volcán chileno situado en la cordillera de los Andes, en la localidad de Malalcahuello perteneciente a la comuna de Curacautín y parte de la comuna de Lonquimay, pertenecientes a su vez a la Provincia de Malleco de la Región de la Araucanía.

## Geología

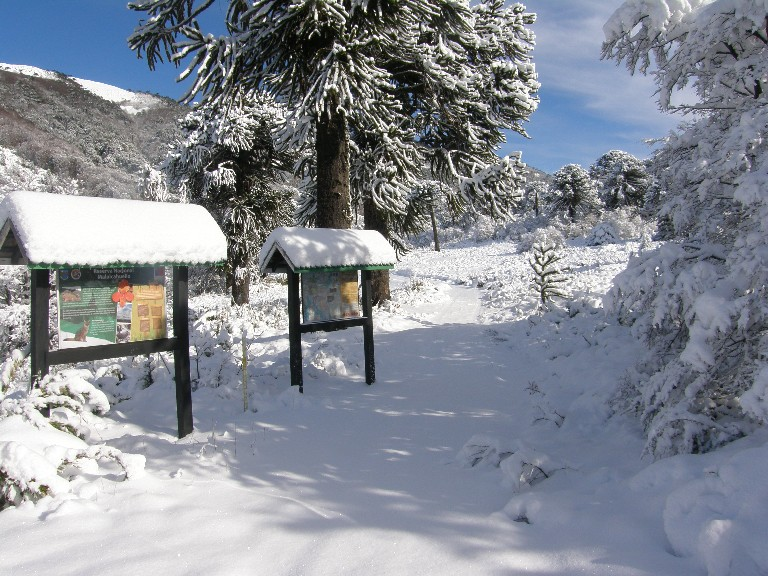
Acceso al volcán durante invierno, mayo de 2011

Este volcán es de tipo estratovolcán, con un cono de fluidos piroclásticos. Su volcán gemelo, el Tolhuaca, aunque de menor altura, tiene más tamaño y superficie. Además, es parte de un conjunto de reservas nacionales debido a sus grandes extensiones de bosques —de araucaria, hualle, lenga y coigüe, entre otros—, que conforman las reservas nacionales de Malalcahuello y Nalcas, las que ofrecen rutas turísticas, y un centro de esquí en Corralco.
El volcán ha tenido tres erupciones registradas en la historia escrita:
- en 1887,[3]
- en enero de 1933, siendo paralela a la del volcán Llaima, y
- en 25 de diciembre de 1988, cuando originó el cráter Navidad (nombrado así por la fecha en que ocurrió el evento volcánico).

Hoy en día es monitoreado desde el centro vulcanológico de la ciudad de Temuco.

## Clima
En sus laderas predomina un clima polar de altura, donde la única vegetación existente se compone por líquenes y musgos adheridos a la roca volcánica y abundantes araucarias. El volcán está inserto entre la Reserva Nacional Malalcahuello y la Reserva Nacional Nalcas.

## Centro de esquí
En la ladera sureste del volcán Lonquimay, en el sector Corralco, se ubica el centro de esquí del mismo nombre, que tiene canchas para todos los niveles y de alta calidad, ubicadas a una altitud de 1400 m s. n. m.

## Galería

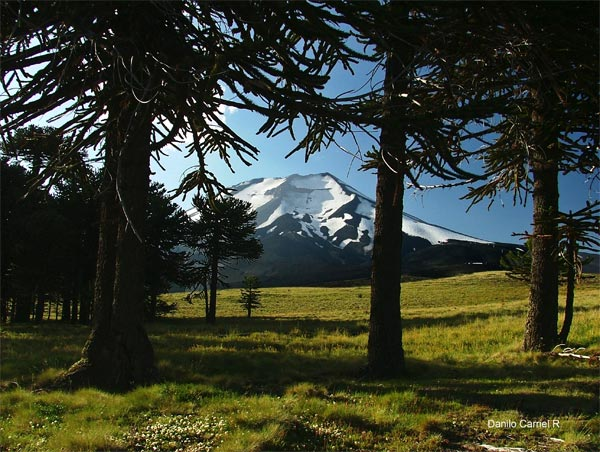
El volcán en verano.
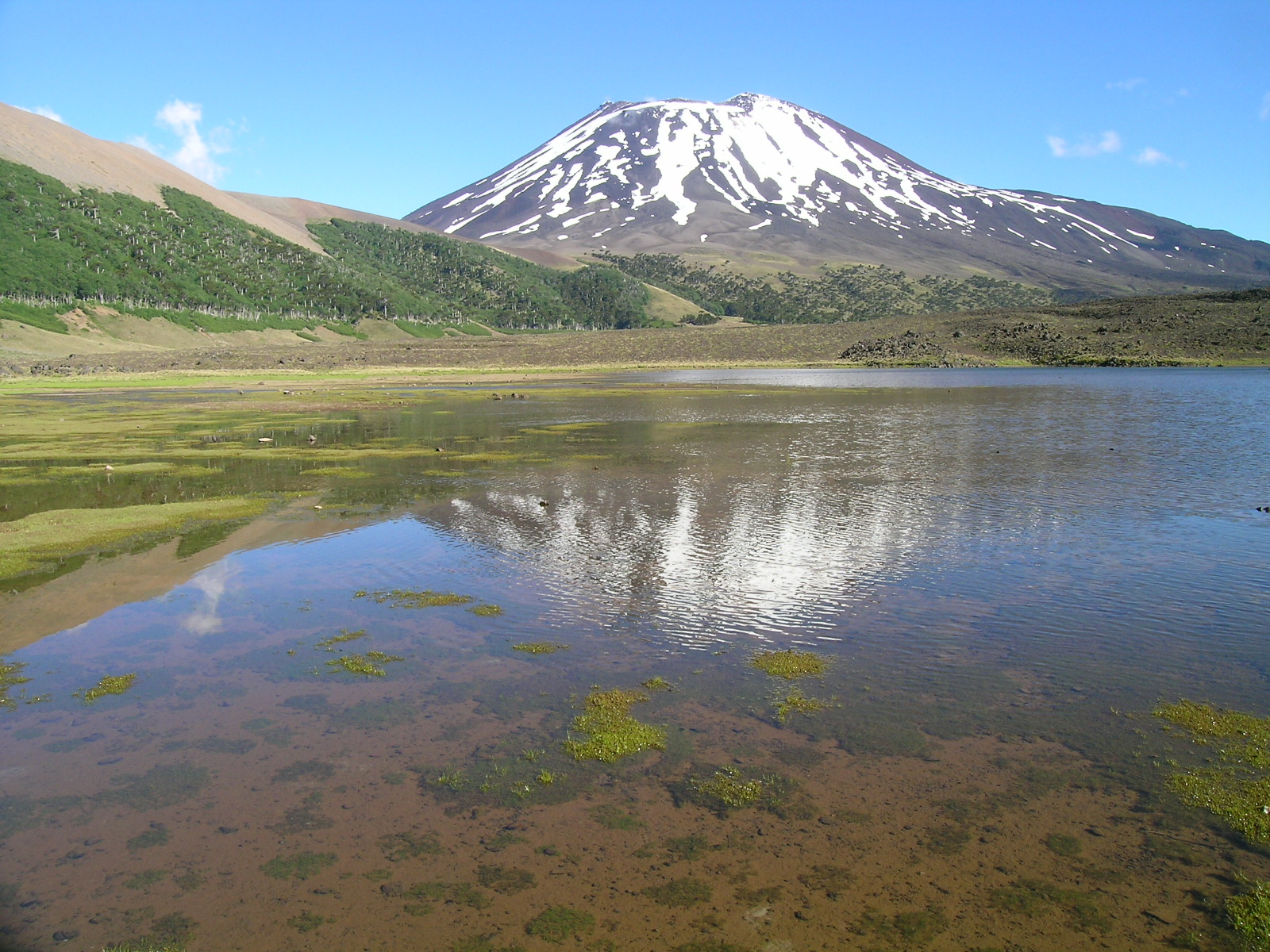
El volcán en verano de 2004, cara norte.
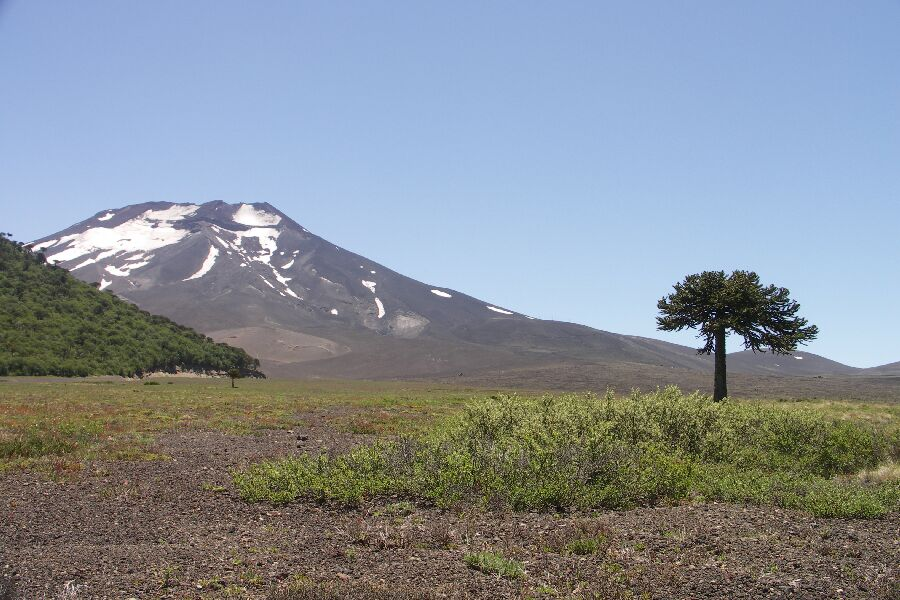
El volcán en verano enero de 2008.